# Àpex (lligadura)

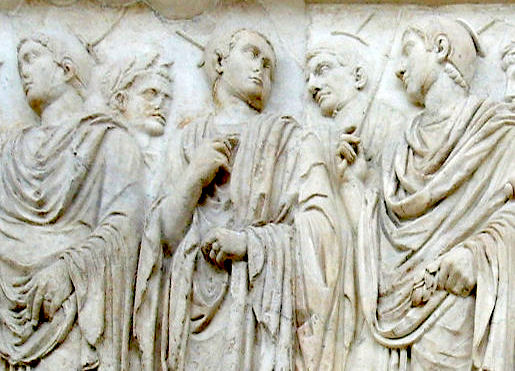
Ara pacis. Quatre flamines porten al cap galerus i àpex

Àpex (en llatí apex) era el nom que rebia un capell de forma cònica que portaven els flamines i els salii a l'antiga Roma.
La part més important del barret, i la que li donava el nom, era una peça punxeguda de fusta d'oliver que tenia la base envoltada per una roba de llana i es portava a la part superior, subjectada només amb fils o dues cordes que s'anomenaven apiculae o ofenses, però aquesta última paraula també s'aplicava a un botó que enganxava els cordills per sota de la barbeta.
Els flamines tenien prohibit per llei d'estar en públic o a l'aire lliure sense l'àpex. Valeri Màxim explica que Sulpici, un flamen, va ser destituït del seu càrrec perquè li va caure l'àpex mentre estava oferint un sacrifici.
La paraula àpex s'usava també per indicar la peça que tenien els cascs on s'hi fixava la cresta.